# 高原裸鲤
高原裸鲤（学名：Gymnocypris waddelli）为輻鰭魚綱鯉形目鲤科裸鲤属的鱼类，俗名瓦氏裸鲤，是中国的特有物种。分布于西藏山南羊卓雍错、多钦湖、哲古湖、克鲁昂成湖、莫特里湖及定日鲁曲河等湖泊、河流等，多见于湖区。该物种的模式产地在羊卓雍错。
高原裸鲤是随着青藏高原的抬升而特化的分类群，以轮虫类和小型无脊椎动物为食。

## 扩展阅读
維基物種上的相關：高原裸鲤